# Symbiezidium setosum
Symbiezidium setosum là một loài Rêu trong họ Lejeuneaceae. Loài này được (Stephani) Stephani miêu tả khoa học đầu tiên năm 1912.